# Oficina de Investigación y Análisis para la Seguridad de la Aviación Civil

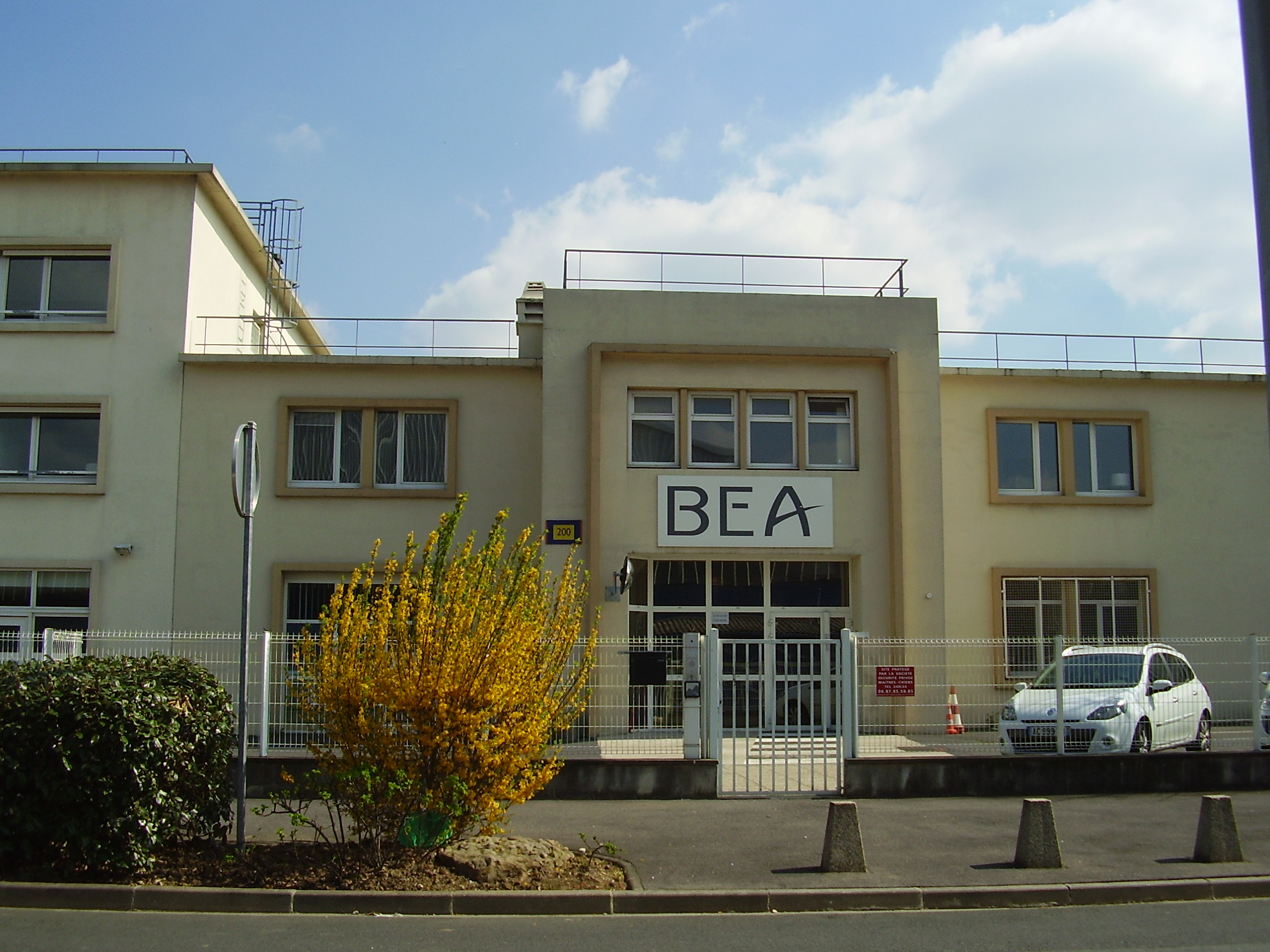
La sede del BEA

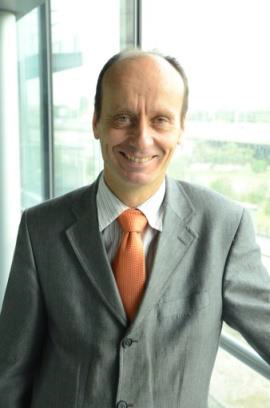
Rémi Jouty, el jefe del BEA

La Oficina de Investigación y Análisis para la Seguridad de la Aviación Civil (BEA, Bureau d'Enquêtes et d'Analyses pour la Sécurité de l'Aviation Civile en francés) es una agencia de Francia que investiga accidentes aéreos. Tiene su sede en el Edificio 153 del Aeropuerto de París-Le Bourget en Le Bourget en el área metropolitana de París. Cuenta con 110 empleados, entre ellos 30 investigadores y 10 asistentes de los investigadores. Está bajo la autoridad del Ministerio de la Ecología, del Desarrollo Sostenible, de los Transportes y de la Vivienda.

## Instalaciones
El BEA tiene su sede en el Edificio 153 del Aeropuerto de París-Le Bourget en Le Bourget. La sede está situada en frente del Museo del Aire y del Espacio. Tiene oficinas y laboratorios. Desde 2002, la sede del BEA tiene más de 5.000 metros cuadrados de espacio. Antes de 1999, la sede tuvo 1.000 metros cuadrados de espacio. Entre 1999 y 2002, la sede tuvo más de 3.000 metros cuadrados de espacio.
El BEA tiene instalaciones en el Aeródromo de Melun (Q). Las instalaciones incluyen 6.000 metros cuadrados de hangares y áreas protegidas. El BEA también tiene hangares y áreas protegidas en Bonneuil-sur-Marne. El BEA tiene anexos en Aix-en-Provence, Burdeos, Rennes y Toulouse (Tolosa).

## Nombre y acrónimo
El 8 de noviembre de 2001 su nombre es cambiado de "Bureau enquêtes accidents" a "Bureau d'Enquêtes et d'Analyses pour la Sécurité de l'Aviation Civil"  conservando el mismo acrónimo "BEA".